# Jaana Ronkainen
Jaana Ronkainen (22 de noviembre de 1965) es una deportista finlandesa que compitió en judo. Ganó tres medallas en el Campeonato Europeo de Judo entre los años 1982 y 1989.

## Palmarés internacional
| Campeonato Europeo | Campeonato Europeo   | Campeonato Europeo | Campeonato Europeo |
| Año                | Lugar                | Medalla            | Categoría          |
| ------------------ | -------------------- | ------------------ | ------------------ |
| 1982               | Oslo (Noruega)       | Medalla de bronce  | –48 kg             |
| 1988               | Pamplona (España)    | Medalla de plata   | –52 kg             |
| 1989               | Helsinki (Finlandia) | Medalla de oro     | –52 kg             |